# Christiana Abiodun Emmanuel
Christiana Abiodun Emmanuel geb. Akinsowon (* 25. Dezember 1907 in Abeokuta; † 1994) war eine nigerianische Kirchengründerin und Missionarin.

## Leben
Als Tochter eines Vaters aus Abeokuta und einer Mutter aus Porto-Novo, im heutigen Benin, gehörte sie den Yoruba Nigerias an. Sie war eine praktizierende Methodistin, nahm jedoch, wie in Afrika damals durchaus üblich, auch an Gottesdiensten und Feiern anderer christlicher Konfessionen teil. Bei einer katholischen Fronleichnamsfeier im Jahre 1925 versuchte sie, einen Blick in den Messkelch zu werfen, den der Erzbischof hielt. Sie fiel dabei in eine tiefe Trance, aus der sie nicht mehr zu erwachen drohte. Abiodun Emmanuel beschrieb die folgenden Wochen später wie eine Initiation, in welcher sie von Engeln, namentlich dem Erzengel Michael, in ihren künftigen spirituellen Aufgaben unterwiesen worden sei. Nach drei Wochen gelang es schließlich dem charismatischen Prediger Moses Orimolade Tunolase aus Lagos, die permanente Trance zu beenden. Tunolase und Abiodun Emmanuel – damals noch Abiodun Akinsowan – schlossen sich zusammen und gründeten einen Gebetskreis innerhalb der anglikanischen Kirche, der sich missionarischen Aufgaben und der charismatischen Hilfeleistung für spirituell bedrängte Familien verschrieb. Die Organisation, die im darauf folgenden Jahr den Namen Cherubim and Seraphim Society erhielt, verließ bald darauf die anglikanische Kirche und wuchs zu einer unabhängigen, Millionen Mitglieder starken Kirche heran. In ihrer Doktrin, die wesentlich auf den Eingebungen Emmanuels beruhte, knüpfte Cherubim and Seraphim vielfach an vorchristliche Vorstellungen und Praktiken innerhalb der Yorubakultur an, setzte diese aber in einen christlichen Kontext. Captain Abiodun, wie sie respektvoll genannt wurde, unternahm allein oder zusammen mit Tunolase ausgedehnte sogenannte „Evangelisationsreisen“ innerhalb Westnigerias, um zu missionieren.
Im Jahre 1929 kam es zu einem Zerwürfnis zwischen Emmanuel und Tunolase, das zu einem Schisma führte. Ein Schiedsgericht entschied damals, dass die Gruppe um Emmanuel den Namen Cherubim and Seraphim Society weiterführen dürfe. Die Kirche erlebte danach noch weitere Zersplitterungen, in bis zu zeitweise über 50 verschiedene Kongregationen, doch der Disziplin und Autorität Emmanuels war es zu verdanken, dass der größte Teil der abgefallenen Kirchen sich erneut unter ihrer Leiterschaft vereinigte.
Abiodun Emmanuel hinterließ eine Tochter, die heute eine führende Position innerhalb Denominationen der Cherubim und Seraphim in den USA innehat.